# むつ市立大平小学校
むつ市立大平小学校（むつしりつ おおだいらしょうがっこう）は、青森県むつ市大平町にある公立小学校。むつ市立大平中学校と施設分離型（4・3・2制）小中一貫教育を行っている。

## 沿革
- 1879年（明治12年）5月5日 - 大平村にあった湊役所を校舎に充て、大平小学として発足。
- 1899年（明治32年）6月5日 - 宇曾利山道通地内に校舎新築落成。
- 1919年（大正8年）1月28日 - 農業補習学校併置。
- 1926年（大正15年）
  - 7月1日 - 農業補習学校が青年訓練所充当となる。
  - 11月23日 - 校章制定。
- 1935年（昭和10年）4月1日 - 青年訓練所充当大平農業補習学校が、青年学校と改称。
- 1941年（昭和16年）4月1日 - 国民学校令により、大平国民学校と改称。
- 1943年（昭和18年）10月17日 - 字一本松に新校舎落成。
- 1947年（昭和22年）4月1日 - 学制改革により、大湊町立大平小学校と改称。
- 1950年（昭和25年）11月3日 - 校歌制定。
- 1959年（昭和34年）9月1日 - 田名部町と大湊町が合併した大湊田名部市発足により、大湊田名部市立大平小学校と改称。
- 1960年（昭和35年）8月1日 - 市名変更により、むつ市立大平小学校と改称。
- 1982年（昭和57年） - 現校舎完成[2]。
- 1983年（昭和58年） - 現体育館完成[2]。

## 児童数
- 2021年（令和3年）時点

| 学年 | 1年 | 2年 | 3年 | 4年 | 5年 | 6年 | 特別支援    | 合計 |
| ---- | --- | --- | --- | --- | --- | --- | ----------- | ---- |
| 学級 | 2   | 2   | 3   | 3   | 3   | 2   | 2           | 17   |
| 児童 | 64  | 64  | 65  | 78  | 76  | 82  | 13 （内数） | 429  |

## 学区
- 山田町・真砂町・文京町・荒川町・松森町・旭町・並川町・大平町・大湊新町・中央2丁目・越葉沢

## 周辺
- 文京児童公園
- 下北教育会館
- JRバス東北青森支店大湊支所
- 国道338号
- 大荒川

## アクセス
- JRバス東北下北線で、「大平小学校前」停留所下車後、徒歩約150m・徒歩数分。
- JR東日本大湊線大湊駅から、
  - 徒歩約1.1km・約17分。
  - 上述のJRバスに乗車し、「大平小学校前」停留所下車後、徒歩。

## 参考資料
- 『青森県教育史 別巻』（青森県教育委員会・1973年12月20日発行）「学校沿革 小学校」749頁「大平小学校」（昭和25年の記載分まで）